# Wendy Benson
Wendy Benson (New York, 8 juli 1971) is een Amerikaanse actrice.

## Biografie
Benson is een dochter van de Schotse fotograaf Harry Benson. Benson heeft gestudeerd aan de Royal Academy of Dramatic Art en het Eugene O'Neill Theater Center. Benson is op 21 oktober 2000 getrouwd met acteur Michael Landes en hebben samen twee kinderen, een dochter en een zoon.
Benson begon in 1992 met acteren in de televisieserie CBS Schoolbreak Special. Hierna heeft ze nog meerdere rollen gespeeld in televisieseries en films zoals Beverly Hills, 90210 (1993), Muscle (1995), Wishmaster (1997), Unhappily Ever After (1997-1999), Ugly Betty (2007-2008) en Desperate Housewives (2010-2011).

## Filmografie

### Films
Uitgezonderd korte films.
- 2010 Burlesque – als Marla
- 2005 The Inner Circle – als Karen
- 2004 Beacon Hill – als Lauren Reading
- 2001 James Dean – als Julie Harris
- 2000 Luck of the Draw – als Rebecca Johnson
- 1999 Tactical Assault – als Maureen
- 1998 Where's Marlowe? – als Heather
- 1997 Still Breathing – als Brigitte
- 1997 Wishmaster – als Shannon Amberson
- 1996 Pretty Poison – als Sue Ann Stepanek

### Televisieseries
Uitgezonderd eenmalige gastrollen.
- 2019 The Young and the Restless - als Mallory - 4 afl.
- 2013 Mad Men - als Cathy - 2 afl.
- 2013 Touch - als Beth Friedman - 2 afl.
- 2010 – 2011 Desperate Housewives – als Colleen Henderson – 3 afl.
- 2007 – 2008 Ugly Betty – als Veronica – 2 afl.
- 2007 12 Miles of Bad Road – als Caroline Bidewell - ? afl.
- 1997 – 1999 Unhappily Ever After – als Barbara Caufield – 24 afl.
- 1996 Secret Service Guy – als Misty – 7 afl.
- 1995 Muscle – als Cleo – 13 afl.
- 1993 Beverly Hills, 90210 – als Darla Hansen – 2 afl.
- 1992 – 1993 I'll Fly Away – als Taylor – 6 afl.
- 1992 As the World Turns – als Meredith Delaney - ? afl.

- International Standard Name Identifier: 0000 0004 0870 5574
- Virtual International Authority File: 301723368
- WorldCat: E39PBJkMKDhRqyb94FGD7DbPQq